# Verre pilé

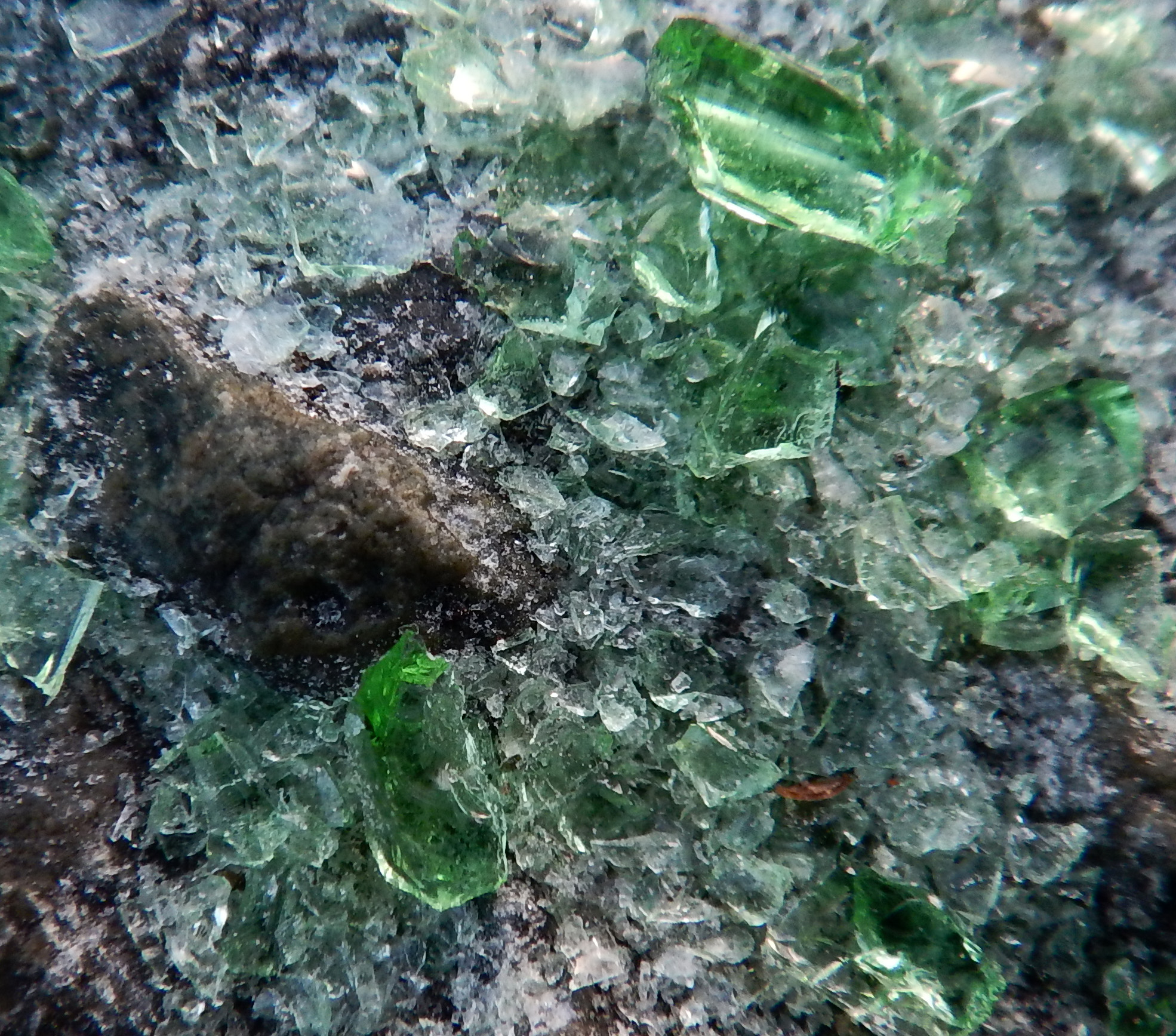
Débris routiers de verre (ici, il s’agit d'une bouteille de bière écrasée par les véhicules d'une voie urbaine. Ce verre sera ramassé par une balayeuse municipale, a moins que les fragments ne soient d'abord emportés par le vent ou par l'eau (vers les égouts puis une station d'épuration).

Le verre pilé est un déchet (ou un verre volontairement broyé) qui a au cours des âges connu divers usages.
Il était autrefois aussi nommé grésil ou groisil en France. Le « calcin » désigne spécifiquement des débris de verre utilisés dans les verreries qui recyclent du verre issu du tri sélectif des déchets (et/ou leurs propres déchets de verre). Le calcin constituait en France au début des années 2000 environ 5 % du verre d'emballage et il est trop pollué pour être valorisé en verrerie.
Dans le processus de tri sélectif, le verre pilé est un résidu hétérogène, souvent souillé et coupant.
À ce titre il est indésirable pour les verreries. Dans une perspective d’économie circulaire et de recyclage des déchets, de nouveaux usages lui sont donc recherchés.
Le verre brisé est de plus en plus présent dans notre environnement car les quantités de déchets de verre sodocalcique (verre à bouteille) et de verre à vitre augmentent rapidement depuis quelques décennies. Ceci est à la fois dû au développement des verreries, à la production de bouteilles de verre plus fines, plus cassantes. D'autres causes sont la diminution des bouteilles consignées et réutilisées, la faiblesse du recyclage (en France en 2000 seul 50 % du verre d'emballage était recyclé (pour une production totale de 4,0 Mt/an)) et le fait que le verre n'est pas trié à la source par couleur. Enfin c'est un déchet collatéral du tri sélectif tel qu'il est aujourd'hui pratiqué.
Le verre brisé est le premier ou second déchet collecté (avec les mégots) par les services municipaux chargés du nettoyage des sols urbains ; il est alors souillé par la poussière urbaine et divers polluants provenant par exemple des mégots et de la pollution routière.
Dans le passé, le verre pilé a aussi été considéré comme poison (et à ce titre source de rumeurs, ou utilisé contre certains animaux jugés "nuisibles"). Il est parfois utilisé comme moyen de démontrer certaines compétences ou maitrise de soi dans le domaine des arts martiaux ou de certaines religions (le pratiquant marche alors sur du verre pilé comme d’autres marchent sur des braises).

## Propriétés
Ses propriétés optiques, colorimétriques, thermiques, de résistance à la compression et physico-chimiques varient considérablement selon sa granulométrie et le type de verre (plus ou moins riche en silice ou en autres constituants tels que soude ou chaux, plomb (qui aux échelles moléculaires se fixe naturellement sur la silice) et autres agents techniques ou fondants utilisés lors de sa fabrication…).

Le cristal pilé ou le verre provenant d'écrans cathodiques contiennent 25 % d’oxyde de plomb. Ils sont à ce titre source de risque de saturnisme.

## Histoire et usages traditionnels
Dans l'antiquité romaine, du verre pilé a parfois été utilisé en mélange à certains pigments de peintures murales, pour donner un aspect brillant à la couche picturale (qui pouvait aussi être polie) comme c'est le cas à Avenches et surtout à Dietikon selon H. Béarat.
C'est aussi un ingrédient de certains émaux anciens, dès l'antiquité égyptienne.
Au Ghana, les Ashanti-Ghana utilisent du verre pilé pour la fabrication de perles.
Il a alimenté des rumeurs ; ainsi l'une des très nombreuses rumeurs en circulation aux États-Unis durant la seconde Guerre mondiale était que les boîtes de crabe importées du Japon contenaient du verre pilé (cf. Knapp, 1944 cité par Rouquette en 1989).

Deux ou trois siècles plus tôt Des pamphlets accusaient aussi des médecins et plus encore des apothicaires de prescrire ou vendre du « lapis » frauduleux. Le lapis était un médicament très coûteux contenant une forte proportion de pierres précieuses réduites en poudre ; des médecins accusaient des apothicaires de vendre à leurs clients du verre pilé en guise de lapis.
P. Masson décrit une soirée de célébrations (à Sumatra) se terminant par une démonstration « frénétique de Dabuih au cours de laquelle des hommes sautèrent pieds nus sur du verre pilé, avec lequel ils frottèrent leurs visages, et sur lequel ils roulèrent torse nu. D’autres hommes exécutèrent la danse des assiettes (Tari Piring) sur le verre pilé ».

## Recyclage

production de calcin industriel à partir de bouteilles de bière récupérées, pour recyclage dans un four à verre

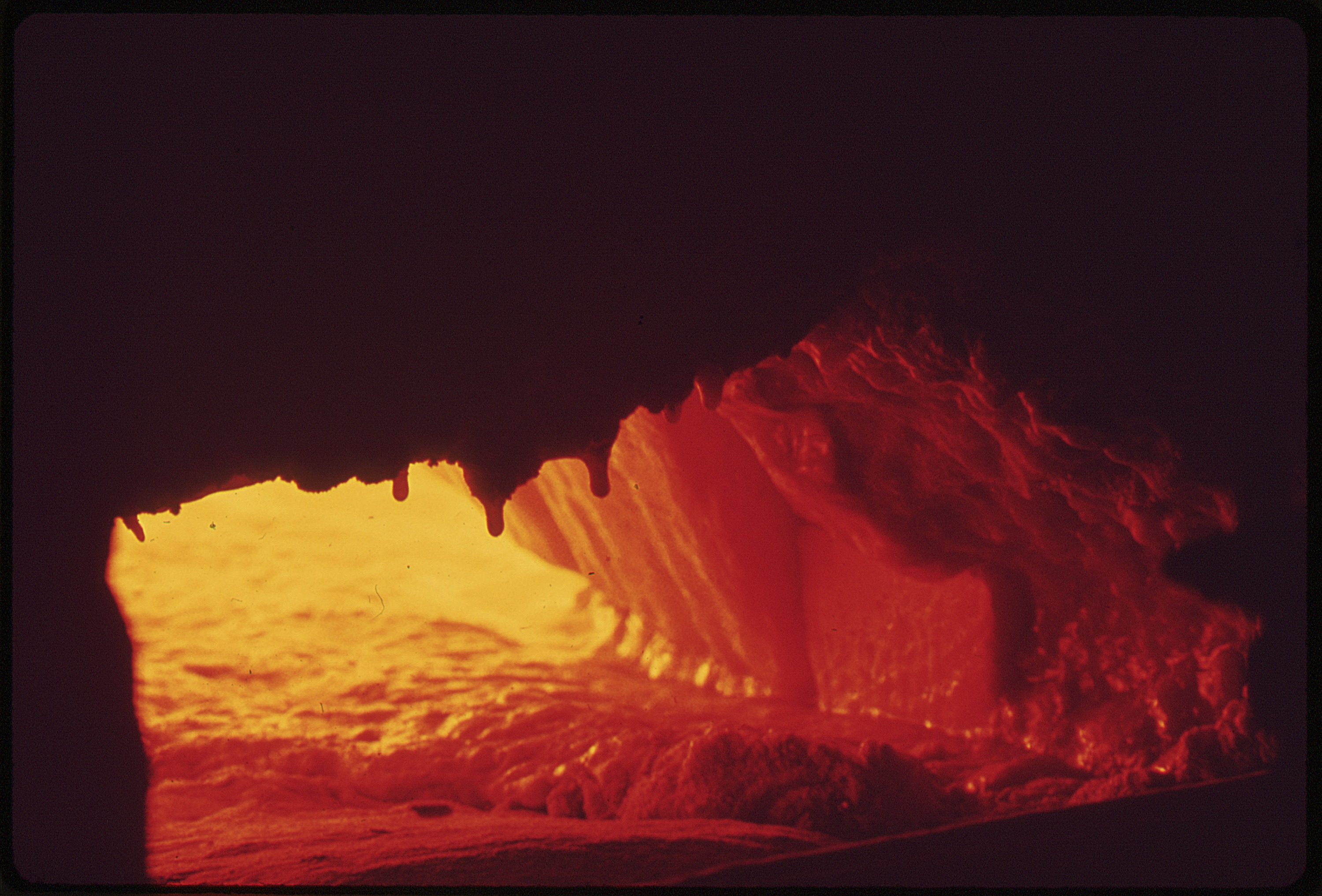
Intérieur de four à verre ; le calcin fond plus rapidement que du verre non broyé

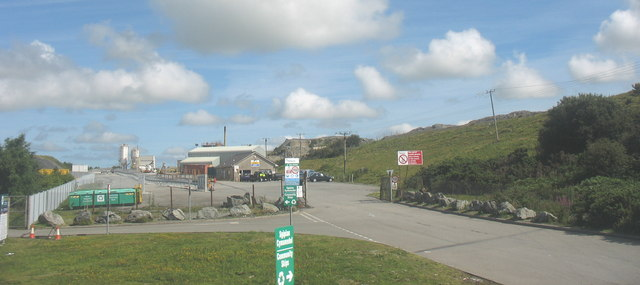
Site industriel de broyage de verre, destiné à produire du verre pilé à ajouter à des asphaltes routiers (Caer-glaw Quarry, Gwalchmai, Royaume-Uni)

Le verre pilé est aujourd'hui principalement utilisé comme matériau à recycler en verre, dans des bétons ou comme abrasif dans certains matériaux de sablage pour le décapage.

### Matériau de construction ou de travaux publics
L'intégration de verre pilé dans la brique ou le ciment ou d’autres matériaux de construction suscite depuis longtemps un intérêt de la part du monde industriel, notamment pour diminuer les coûts d'élimination des déchets de verre et en raison de certaines préoccupations concernant le taux de recyclage du verre. Il doit cependant présenter certaines spécificités techniques.
Ce matériau étant considéré comme chimiquement inactif et contenant des quantités relativement importantes de silicium et de calcium, il peut théoriquement remplacer des pouzzolane (selon son degré de broyage). Il peut être intégré (jusqu’à 100 % de l’agrégat) dans un ciment Portland, mais il dégrade cependant la résistance du béton (expansion, fissuration, moindre résistance à la compression, etc.), ce qui limite son usage.
Du verre pilé a été testé, utilisé (ou l'est encore) comme charge (en remplacement d'agrégats fins et grossiers pour éliminer des déchets de verre,) ou comme élément décoratif (verre de couleur) dans le béton ou l’asphalte,. La résistance aux chocs, au poinçonnement, au compactage diminuent avec la teneur du béton en verre. Ceci est dû à la forme angulaire des éclats ou grains qui augmente la teneur en air. Les résistances à la compression, à la traction et à la flexion du béton ont diminué lorsque la teneur en verre résiduel augmente.
La part des déchets de verre non recyclable en verrerie présentent quelques caractéristiques intéressantes (ex : meilleure conductivité hydraulique que les sables très fins) pour certains usages et dans certains contextes son coût est moindre que celui du sable de carrière. Diverses études techniques jugent qu'elle présente alors un potentiel de substitution aux mélanges de sable et de gravier naturels, par exemple dans certains sols ou pour certaines applications en travaux routiers, ou autoroutiers.

### Amendement agricole?
Pour accroître le taux de recyclage du verre d'emballage, des industriels ou responsables du recyclage (dont en France Eco-Emballage et BSN Glasspack) recherchent des débouchés alternatifs pour le calcin (100 à 150 000 tonnes/an collectés en France au début du XXIe siècle). L'une des pistes est l'utilisation en mulch non-biodégradable.
L'intérêt éventuel de ce type de mulch a été étudié pour une gamme de teneurs en verre de 10 à 80 %, du point de vue des propriétés de transferts d'eau et de chaleur en surface du sol ainsi recouvert.

Selon cette étude, sur un sol argilo-limoneux, un mulch de 3 cm de verre pilé et dans un moindre degré un mélange à 40 % de verre, limitent l'évaporation et accroissent la température et l'humidité du profil par rapport au sol nu (avec des variations dépendant du type de sol, de l'épaisseur du mulch de verre et du climat)

L'analyse chimique du verre pilé (de moins de 6 mm de diamètre) a cependant mis en évidence des éléments traces (manganèse et plomb notamment), mais les expériences faites dans ce cadre (en milieux confinés ou ouverts) ont conclu qu'il faut des conditions réductrice (par exemple en présence de matières organiques facilement fermentescibles) pour mettre en solution du Mn et Pb et les relarguer dans l'environnement (lixiviation).
Si le mulch n'est pas trop épais (moins de 2 cm) il n'inhibe pas la levée des graines (« même en condition de lit de semences grossier ». De plus l'« accroissement de la température due au verre réduit la durée de la levée. Ainsi dans le cas d'une température de 2 °C en moyenne supérieure à celle du sol sans apport de verre la levée est réduite d'une dizaine de jours. Seule la réduction de la réserve hydrique en présence de verre peut modifier la cinétique de levée de façon importante ».
N. de Louvigny attire l'attention dans sa thèse (2001) « sur le fait que le verre associé à des matières organiques fermentescibles favorise les conditions anoxiques lors de mélanges à faibles teneurs en verre dans les sols peu à moyennement argileux ». Par ailleurs ajoute-t-elle « le risque de stress hydrique dans les mélanges à forte teneur en verre peut limiter la germination et le taux de levée des plantules ».

## Utilisation en laboratoire ou dans le domaine de la physique
Certaines expériences utilisent des électrodes de verre pilé
Du verre pilé a été utilisé pour étudier les interactions entre un milieu poreux translucide (verre pilé) sec ou dans un liquide de même indice de réfraction de ce verre pilé (dans le premier cas la lumière diffuse, dans le second cas, pour une certaine longueur d'onde la lumière traverse le milieu (liquide + verre pilé).
Du verre pilé a été testé comme milieu filtrant (pour des eaux usées en station d'épuration) en le comparant à d'autres matériaux filtrant comme le sable, la tourbe et des géotextiles. Selon Hu & Gagnon (2006), le verre pilé a pour cet usage un rendement identique à celui de sable siliceux.
Du verre pilé a aussi été utilisé pour étudier la polarisation de la lumière.
En présente d'un agent chaotropique l'ADN se lie au verre pilé (ou aux fibres de verre d'un filtre en fibre de verre).

### Autres usages possibles
Du verre pilé a été testé avec succès comme :
- « capteur thermique à absorbeur poreux ». Il est dans ce cas destiné à absorber des calories d’origine solaire, dans des systèmes de panneaux solaires thermiques[25],[26]. 
Les rendements étaient jusqu’à 15 % meilleur que pour les panneaux classiques disponibles à l’époque, soit - à moindre coût -  un rendement équivalent à ceux obtenus à l'aide des structures antirayonnantes et anti-convectives de Francia[26].
- poudre abrasive, par exemple pour polir le tranchant de lames métalliques [27]
- particules abrasives intégré dans un flux d'air pour les dentistes qui peuvent ainsi découper ou éroder l'émail, la dentine ou une carie dentaires[28]. Une étude a montré que la poudre de verre découpe la dent trois fois plus efficacement qu'en utilisant des particules de verre de même taille mais sphérique, en raison de la forme angulaire des grains de verre finement pilé[28].

## Usage frauduleux
En 2006, de la poudre de verre ou des microbilles de verre ou de quartz ont été retrouvés dans des cannabis frauduleux, vendus par des dealers dans le nord de la France et en Belgique : « Les dealers ne reculent devant rien pour accroître leurs profits. Après le sable, le verre pilé, les billes de verre du cannabis frelaté vendu dans le nord de la France et probablement en Belgique » (et « du plomb a été ajouté à l'herbe pour la rendre plus lourde, donc plus chère ».

Ceci a justifié en France la diffusion d’une alerte nationale de la part de la Direction générale de la santé ; Selon la note produite par la DGS, la taille des particules analysées était « comprise entre 25 µm et 200 µm, ce qui explique leur impact  préférentiellement ORL, mais quelques micro-billes de diamètre inférieure à 5 µm, susceptibles de pénétrer profondément dans l'arbre bronchique, ont été retrouvées. Leur nombre est toutefois très faible »

## Risques et dangerosité
Outre le risque évident de coupure, deux risques différents se présentent et coexistent souvent : l’ingestion et l'inhalation.

### L'ingestion de verre pilé
Le verre pilé a autrefois souvent été cité comme l'un des matériaux utilisés pour empoisonner.
Boyle soutient que la propriété du verre pilé d'être un poison est réductible à la propriété des particules de verre pilé de posséder des arêtes coupante.
Il y a plus de deux siècles, en 1810 le naturaliste et médecin Edme Lesauvage de Caen veut trancher, par l'observation et la méthode expérimentale les discussions entre médecins portant sur le fait de savoir si le verre pilé (ou le diamant) avalé est un véritable poison ou s’il est un poison mécanique (délétère uniquement de par le caractère coupant des micro-éclats de verre) ou s'il n’a aucun effet sur le tube digestif quand il est avalé.

Il se demande si le verre ou d'autres substances vitriformes (en fragments ou en poudre) peuvent « en parcourant dans ce état les voies alimentaires, produire  l'irritation, l'érosion, le déchirement, ou toute autre altération mécanique des parties avec lesquelles ils se trouvent immédiatement en contact pendant ce trajet ? ».

Selon lui le verre pilé est alors utilisé contre certains animaux parasites, mais sans être efficace (il parle d'une pratique dont « l'efficacité a dû se trouver démentie par l'expérience, que l'on peut cependant encore regarder comme un usage général, et qui a été alléguée par beaucoup de médecins comme une preuve suffisante de ce qu'ils ont avancé sur les pernicieux effets du verre pilé ». Il a conduit plusieurs expériences devant des médecins comme témoins (chiens, chats, humains) et a fini par lui-même - devant témoins - avaler du verre réduit en morceaux, toujours sans aucun effet sur sa santé selon lui.

### L'inhalation de verre pilé
Selon Landris (2007) « Les problèmes de santé les plus fréquents sont le risque de coupures cutanées et d'inhalation de poussière de verre lors de la manipulation physique ».
L'inhalation de matériaux fins (PM10, c'est-à-dire 10 μm ou moins) contenant 1 % de silice cristalline (ou plus) est maintenant considérée comme source de risque certain pour la santé (c'est pour cette raison que le sable a été interdit comme agent de grenaillage dans de nombreux pays). Si la dose de silice inhalée est importante, même une courte exposition peut causer une silicose et des indices laissent penser que des formes dites amorphes de silice peuvent aussi endommager les poumons. Le risque de tuberculose et de cancer du poumon augmente chez les travailleurs exposés à la silice et statistiquement parlant, le risque de mortalité augmente aussi, de même que les risques de bronchite, emphysème, maladies pulmonaires obstructives chroniques, maladie autoimmune (ex : sclérodermie, arthrite rhumatoïde, lupus érythémateux systémique) et certaines maladies rénales. La silice est maintenant classée comme cancérigène prouvé chez l'Homme.
Le risque majeur pour la santé est l'inhalation de poussière ou microfragments coupants d'agrégat de verre recyclé (Clean Washington Center, 1998) ou de poudre abrasive à base de verre pilé. La poudre de verre n'est pas coupante, mais la poussière de verre est essentiellement constituée de silice. Ce minéral n'est pas en tant que tel toxique (structure amorphe) mais il peut être dangereux pour la santé s'il est inhalé chroniquement (silicose). La surveillance du chantier et des équipements adaptés de protection individuelle devraient être inclus dans tout plan de sécurité de chantier utilisant du verre concassé (Landris, 2007).
Peu d'étude existent sur les effets pulmonaires de l'inhalation de microdébris de verre, mais pour la médecine du travail ont été réalisés quelques travaux ayant porté sur l'inhalation de produits siliceux utilisés comme abrasifs alternatifs au sable de grenaillage. Ces alternatives sont le verre pilé, les billes d'acier, scories de cuivre ou de nickel, olivine pilée), qui montre chez l'animal de laboratoire des effets délétères : inflammation des tissus pulmonaire et fibrose. Chez le rat les microfragments d'olivine ont encore plus d'effets inflammatoires que le verre pilé. Les microbilles d'acier ne sont pas sources de fibrose (après 28 jours) mais causent néanmoins une hyperplasie et hypertrophie des cellules de l'épithélium pulmonaire (comme en cas d'inhalation de particules de sable de grenaillage), ce qui laisse supposer de  possibles effets négatifs pour la santé.

## Précautions
Le ports de gants, lunettes, de masque approprié et de vêtements de protection suffit normalement à protéger le personnel des coupures et du risque d'inhalation.
Sur la peau humaine les éclats de verre de moins de 9 mm ne posent pas de problème direct tant qu'ils ne sont pas soumis à un frottement et/ou une pression leur permettant de pénétrer l'épiderme ou le derme.
Des précautions supplémentaires sont à prendre avec les verres contenant du plomb (cristal, verre de protection contre les radiations, anciens écrans cathodiques de télévision (contenant environ 25 % d'oxyde de plomb)...(souvent recyclés dans des pays en développement). Le verre plombé ne devrait en aucun cas être transporté, mélangé ni broyé en mélange avec du verre à recycler normal, ni être dispersé dans l'environnement, ni fondu ailleurs que dans des fours spéciaux garnis de filtres capables de récupérer le plomb qui est vaporisé à 900 °C.

Du broyat de verre plombé a été recyclé comma agrégat dans des bétons spéciaux destinés à protéger contre la radioactivité. Du broyat de tube cathodique est utilisé comme agent fondant dans des fonderies de plomb ou de cuivre ou comme substitut à du minerai de plomb,,. Des nouvelles méthodes d'extraction du plomb ont été récemment proposées.

## Risques environnementaux et en santé environnementale
Il ne semble pas y avoir eu d'études sur d'éventuels risques écologiques indirectement liés à l'inhalation de poussières de verre pilé ou à l'ingestion de verre pilé par des animaux fouisseurs se nourrissant dans le sol (vers de terre notamment) ou creusant des terriers ou se nourrissant de vers de terre.
Les risques environnementaux seraient - après les aspects géotechniques - le premier frein à un usage plus généralisé du verre recyclé dans les matériaux de construction et de travaux routiers.
En complément des tests physiques, des tests de lixiviation ont été faits pour quelques contaminants potentiels du verre pilé (dont métaux lourds et hydrocarbures aromatiques ; leurs résultats sont rassurants.

Par contre d'autres risques environnementaux ou sanitaires possibles sont encore discutés. L'usage en travaux publics (ou privés) du verre pilé nécessite quelques précautions pour la santé et sécurité des personnels produisant et transportant le verre pilé, le disposant sur les chantiers, puis pour le personnel de maintenance et enfin pour les utilisateurs du site ou de sites connexes ainsi que pour les éventuels riverains, en particulier afin que des microfragments de verre ne soient pas inhalés.
Une évaluation récente a conclu que pour des grains de 3 mm et plus, le verre broyé utilisé en substitution au sable présente un très faible risque pour la santé (comparable à celui posé par le sable pour les voies respiratoires, les yeux et la peau).